# Turanka Puskas
Turanka Erzsébet Puskas, född 21 mars 1952 i Budapest, är en svensk före detta friidrottare (längdhopp och häcklöpning). Hon tävlade för Västerås IK med undantag för åren 1973-1974 då hon tävlade för Turebergs IF.